# 布河黄耆
布河黄耆（学名：Astragalus buchtormensis）是豆科黄芪属的植物。分布在俄罗斯以及中国大陆的新疆等地，生长于海拔800米至1,100米的地区，见于山坡草地，目前尚未由人工引种栽培。